# Sonny Matula
José Sonny Gito Matula es un abogado filipino y el presidente de la Federación de Obreros Libres. También es el jefe de Obreros Unidos, la alianza obrera más grande en la historia laborista de Filipinas.

## Primeros años
Nació en Sultán de Barongis, entonces parte de Gran Cotabato, de padres negrenses de habla hiligueina de Cabancalán, Negros Occidental. Cabancalán se conocía por ser un campo de batalla ideológico entre el Nuevo Ejército Popular y las comunidades de base de la Iglesia católica, siendo ambos opositores a los abusos del Ejército Filipino.
Desde Sultán de Barongis, huyó con su familia a Loreto, Agusan del Sur, para escapar la violencia que erupcionó entre los colonos cristianos y los nativos musulmanes después de la matanza en Manili, dicha matanza perpetrada presuntamente por los paramilitares del grupo Ilagâ. Es en Loreto donde creció.

## Carrera
En su niñez, consideró acceder al sacerdocio católico al ser testigo de la tortura de un campesino en Loreto, frente a las salas de clase de su colegio, por agentes de la Guardia Civil (en inglés: Philippine Constabulary). Oyó cómo los agentes le acusaban de ser marxista-leninista-maoísta, gritando para que todos lo oigan,

Putang ina ka, kauban ka sa mga komunista!

que se traduce literalmente del cebuano como “Hijo de puta, ¡eres con los comunistas!”
Este acontecimiento impulsó al chico hacia el clero para ser capaz de consolar a las familias de los torturados o desaparecidos. También pensó en hacerse soldado, para tener la autoridad para acabar inmediatamente con los abusos policiales y militares. Finalmente, pensó también en hacerse abogado. Ser testigo durante sus estudios en la Universidad Estatal de Mindanao del arresto, sin orden judicial, del capellán católico, Michel de Gigord, junto con dos estudiantes, solidificó su deseo de llevar a fruición el último.

### Militar
Es reservista en el Ejército Filipino, con rango de mayor. Ha insistido que la participación de los líderes de las varias religiones en Filipinas es crucial para la resolución del conflicto violento politicoeconómico en el país, que comenzó en 1942 y que continúa en varias formas hasta el presente. Notó que quedan sensibilidades religiosas en ambos lados, incluso lo de los revolucionarios actuales que adhieren al marxismo-leninismo-maoísmo.

### Abogacía
Es abogado litigante y ha representado el interés de la clase obrera incluso contra grandes empresas desde 1998. Fue destacado aun por sus opositores en los tribunales por su honradez y falta de arrogancia. También es profesor de derecho en varias universidades.
Ha hablado en contra a la reimposición de la pena de muerte en el país, diciendo que “La vida es preciosa.”

### Política
En vez de convertirse en clérigo, gradualmente llegó a involucrarse en la política, aparentemente sin olvidar su apostolado cristiano. Se unió al Partido Socialista Democrático Filipino, colaborando con el padre Romeo Intengan, también negrense, en su obra socioeconómica. Tradujo la literatura del partido del inglés al cebuano, la lengua indígena con mayor difusión geográfica de hablantes nativos en el país. Como Gigord, Intengan se conoció por su amistad y colaboración con los musulmanes de Mindanao.
Favorece la abolición de la práctica de empleo por contrato a corto plazo, comenzada durante la administración de Ferdinand Marcos, que ha aumentado la precariedad laboral del proletariado filipino. Ha criticado al presidente Rodrigo Duterte por haber roto su promesa de campaña de abolir la práctica explotadora.
Sirvió como el director ejecutivo de la Comisión Presidencial Anticorrupción (en inglés: Presidential Anti-Graft Commission) de 2001 a 2002, y como el comisionado del Sistema de Seguridad Social de 2006 a 2010. Fue candidato para el senado filipino en las elecciones de 2019 y es candidato de nuevo en las de 2022, esta vez endosado no solo por Leodegario de Guzmán sino también por Leni Robredo, siendo ambos candidatos para la presidencia nacional. Según los analistas, la prominencia de los sindicalistas como Matula, Norberto Gonzales, Élmer Labog, de Guzmán y Luke Espíritu en las elecciones de los últimos años coincide con la desintegración del sistema político filipino, en particular como se lo ha conocido desde la primera revolución amarilla.

## Vida personal
Es un cristiano practicante y un miembro de los Caballeros de Colón, una fraternidad católica. Sin embargo, se inspira mucho por el ejemplo de sultán Dipatuan Kudarat de Maguindánao de defender al pueblo suyo, comparándolo a la voluntad de los abogados de luchar en los tribunales.